# Пруденский, Герман Александрович
Ге́рман Алекса́ндрович Пруденский (1904—1967) — советский учёный-экономист; доктор экономических наук (1951), профессор (1951), член-корреспондент Академии наук СССР с 28 марта 1958 года (экономика и статистика). Автор более 140 работ, в том числе 9 монографий.

## Биография
Родился 10 (23) сентября 1904 года в городе Торопец Псковской губернии, ныне Тверской области, в семье чиновника казначейства.
В 1918 году окончил четыре класса реального училища в Торопце. Затем был воспитанником 5-го Псковского пехотного полка, служил в караульной роте. В 1919 году вместе с семьей уехал на Украину — в село Джулинка Подольской губернии, где работал в сельском хозяйстве. С 1921 года продолжил обучение в средней школе Торопца, которую окончил в 1923 году.
С 1923 по 1928 годы работал счетоводом, бухгалтером, секретарём в советских учреждениях в Орехово-Зуеве и в Москве. В 1931 году окончил Московское высшее техническое училище им. Н. Э. Баумана по специальности инженер-технолог, одновременно работал в Московском бюро «Пролеттруда». По окончании института работал в Свердловске, сначала инженером предприятия «Уралгипромаш» (1931—1932), затем ассистентом и заведующим кафедрой экономики и организации производства Уральского машиностроительного института (1932—1934). С 1934 по 1941 годы Г. А. Пруденский преподавал в Уральском политехническом институте, с 1936 по 1941 годы состоял консультантом на «Уралмашзаводе» по вопросам организации производства.
С июля 1941 по сентябрь 1947 годов находился на партийной работе в Свердловском обкоме КПСС в должности заведующего отделом и заместителя секретаря обкома по оборонной промышленности. В 1947 году вернулся в Уральский политехнический институт на должность заведующего кафедрой, а затем директора, возглавляя вуз с 1951 по 1955 годы.
В 1955—1958 годах работал заместителем председателя Государственного комитета Совета Министров СССР по вопросам труда и заработной платы; в 1958—1966 годах — директором Института экономики и организации промышленного производства Сибирского отделения Академии наук СССР. С 1966 года работал в должности старшего научного сотрудника Института экономики АН СССР в Москве.
Занимался общественной деятельностью. Член КПСС, был делегатом XIX съезда КПСС (1952). В 1965—1966 годах руководил советской частью первого международного сравнительного исследования бюджетов времени, проведенного по инициативе ЮНЕСКО в десяти странах Западной и Восточной Европы и США. Был ответственным редактором журнала «Известия Сибирского отделения АН СССР» (1963—1966), с 1957 года являлся членом редколлегии журнала «Вопросы экономики».
Умер 23 июля 1967 года в Москве. Похоронен на Новодевичьем кладбище (6 участок, 38 ряд).

## Награды и звания
- орден Красной Звезды (1942)
- 2 ордена Трудового Красного Знамени (21.06.1945, за успешное выполнение заданий Государственного Комитета Обороны по выпуску артиллерийского вооружения для Красной Армии[3]; 1967)
- медали
- Заслуженный деятель науки РСФСР (1964).